# 黑洞資訊悖論

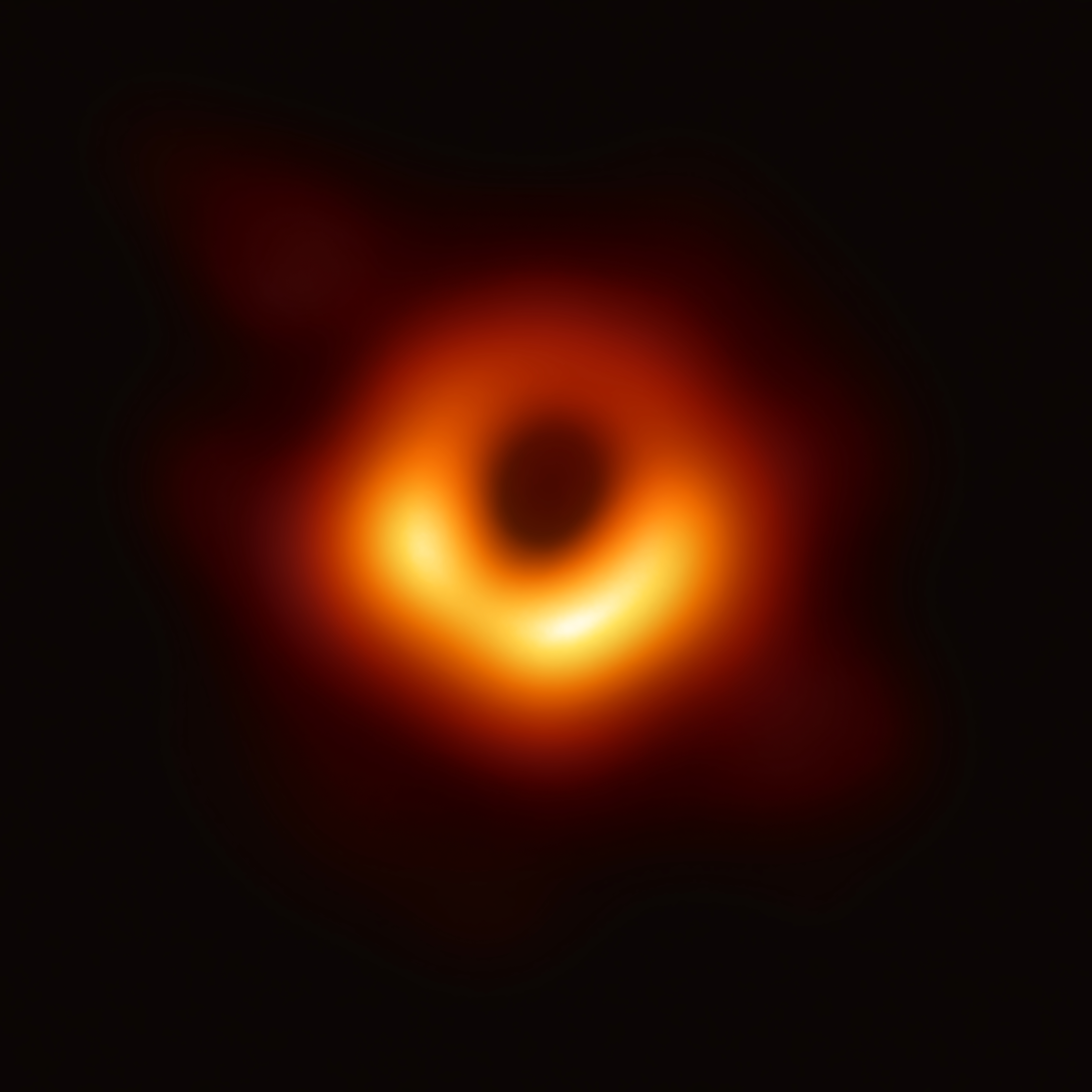
在巨大橢圓星系M87核心的超大質量黑洞質量大約是太陽70億倍，如事件視界望遠鏡發佈的第一張圖片（2019年4月10日）所示。可見眉月形的光環和中心的陰影，這是在黑洞的事件視界光環和光子捕獲區引力的放大視覺影像。眉月形肇因於黑洞的自轉和相對論放射現象；陰影直徑大約是事件視界直徑的2.6倍

黑洞信息佯谬（英語：Black hole information paradox）是一个量子力学与广义相对论相结合时产生的难题。广义相对论预言了黑洞的存在，那是一个任何物质都无法逃逸出去的时空区域——甚至连光都无法逃逸。在1970年代，史蒂芬·霍金将量子力学应用于这一系统时发现，一个孤立的黑洞会发出一种辐射，被称为霍金辐射。霍金还论证了，这种辐射的具体形式跟黑洞的初始状态无关，而是只跟黑洞的质量、电荷和角动量有关。当考虑一个黑洞通过某种物理过程形成，接着通过霍金辐射彻底蒸发的整个过程时，便会出现信息悖论。霍金的计算表明，辐射的最终状态所保留的信息中，仅仅包含关于初始状态的总质量、总电荷和总角动量的信息。因为多个不同的状态都可以具有相同的质量、电荷和角动量，所以这说明，多个不同的初始物理状态是可以演化到同一个最终状态去的。因此，关于初始状态的详细信息便永久性地丢失了。然而，这违反了一条经典物理和量子物理共同的核心准则，即——原则上，一个系统在某个时间点的状态应该决定了其在其他任意时间点的状态。具体来说，在量子力学中，系统的状态由其波函数所描述。波函数的演化由一个幺正算符所确定，而幺正性意味着，在任意时刻的波函数可以用来确定过去或是将来的波函数。
人们现在通常相信，在黑洞的蒸发过程中信息是被保留下来的。这意味着，量子力学的预测结果是正确的，而霍金最初的依赖于广义相对论的论点必须被修正。然而，关于如何精确地修正霍金的计算却存在不同的观点。近年来，人们研究了该最初悖论的一些扩展版本。这些关于黑洞蒸发的众多难题牵涉到引力与量子力学该如何结合，使得信息悖论仍然是量子引力中一个活跃的研究领域。

## 主要原理
關於黑洞資訊悖論，有兩項原理主導：
- 量子決定性：給定目前的波函數，透過演化算符可確定地預測出未來的波函數。
- 可逆性：演化算符具有逆算符，因此過去的波函數與未來的波函數具有一樣的決定性。

這兩項原理的結合則表示資訊總是得以保存。
1970年代中期以來，史蒂芬·霍金與雅各布·貝肯斯坦將基於廣義相對論與量子場論的黑洞熱力學推展，發現其結果不只與資訊守恆律相矛盾，而且無法解釋資訊喪失的情形。霍金的計算指出，霍金輻射將導致黑洞蒸發而消失，輻射出來的粒子也不會攜帶任何黑洞內部的線索，導致其中的資訊將永遠消失。
今日許多物理學家相信全像原理（特別是AdS/CFT對偶）可指出先前霍金結果的錯誤，而資訊實際上是保存的。2004年，霍金對先前索恩-霍金-普雷斯基爾賭局認輸，承認黑洞蒸發確實會保存資訊。

## 霍金輻射

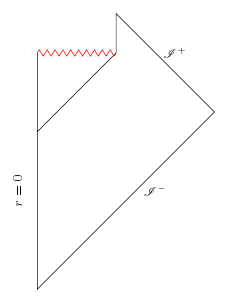
生成之後又完全蒸發殆盡之黑洞的彭罗斯图。掉進該黑洞的資訊會擊中奇異點。縱軸代表時間（由下而上）；橫軸則代表空間（從左至右半徑從零開始擴增）

1975年，史蒂芬·霍金與雅各布·貝肯斯坦提出黑洞會緩慢地向外輻射能量，導致了一個問題。由无毛定理，我們可推論霍金輻射完全與進入黑洞的物質不相關。然而，如果進入黑洞的物質是個純量子態，其狀態最終會被變換成為霍金輻射的混合態，進而毀滅原量子態的資訊。這違反了刘维尔定理對資訊守恆的預測並導致了物理上的悖論:2。
更精確地說，若有個處於量子纏結的純量子態，且該纏結系統之一部分被拋入黑洞中，留下另一部分在黑洞外。現思考對應於這純態的密度算符，取這密度算符對於進入黑洞部分的偏跡數，則結果會顯示出，在黑洞外的部分處於混合態。但由於任何在黑洞內部的物體都會在有限時間內擊中引力奇点，取偏跡數的部分可能會從物理系統裏完全消失地杳然無蹤。
霍金相信黑洞热力学與无毛定理的結合會導致量子資訊被毀滅的結論。然而，約翰·普雷斯基爾等物理學家則認為資訊不會在黑洞中消失，並為此和霍金與基普·索恩在1997年打了一場賭。這導致李奧納特·蘇士侃與杰拉德·特·胡夫特對霍金的理論「宣戰」，蘇士侃並在2008年著書《黑洞戰爭》專述此事。該書並特別說明這場「戰爭」純粹是科學上的爭論，而參與雙方仍舊是朋友。該書以胡夫特提出、蘇士侃賦予弦論上詮釋的全像原理作為整場「戰爭」的總結。
目前，物理學界有數種解決此悖論的可能方案。自從1997年胡安·馬爾達西那提出AdS/CFT对偶之後，物理學家們大多認為資訊是守恆的，並且霍金輻射不完全是熱力學的，而是有著量子修正。此外還有其他的可能性，譬如說資訊在霍金輻射的末尾被保存在普朗克尺度殘餘，又或者量子力學定律的修正以允許非么正性的時間演變。
2004年7月，史蒂芬·霍金發表了一篇論文，其中提到事件視界的量子微擾可能可以允許資訊從黑洞中逃出，並可能可以解決此悖論。他的論述假設AdS 黑洞與熱量子共形場論之AdS/CFT对偶的么正性。在宣布他的結論之後，霍金對先前的索恩-霍金-普雷斯基爾賭局認輸，並贈送普雷斯基爾一本棒球百科全書，因為「從中可以任意獲取資訊」。然而，索恩並沒被霍金的證明所說服，因此並未對該賭局認輸。2015年3月17日，德揚·史杜高域（Dejan Stojkovic）與安舒爾·賽尼（Anshul Saini）發表在《物理评论快报》的論文表示，若考慮原先被忽略的粒子間交互作用，霍金輻射即能符合么正性，資訊因此不會喪失。2015年8月25日，霍金在斯德哥爾摩皇家工学院發表演說，並認為資訊可能被儲存在事件視界上，即便原先攜帶該資訊的粒子已經墜入黑洞中，儲存在事件視界上的資訊則會隨霍金輻射重新釋放至外界。
根據羅傑·潘洛斯的說法，量子系統中么正性的喪失並不是一個問題，因為量子測量本身即不具備么正性。潘洛斯宣稱量子系統在重力的影響之下將不再具備么正性，而黑洞中正是如此。潘洛斯提出的共形循环宇宙学嚴重依賴於資訊在黑洞中喪失的條件。這個新形態的宇宙學模型可使用對宇宙微波背景辐射（CMB）數據的詳細分析做測試。如果該理論是正確的，則宇宙微波背景辐射將展現溫度略高或略低的圓形模式。在2010年11月，潘洛斯和瓦赫·古爾扎江宣布他們在威尔金森微波各向异性探测器與毫米波段氣球觀天計畫測得的數據發現了此種圓形模式，但他們的結果仍在处于爭論當中。

## 主要的幾種可能解答

### 資訊永久喪失
- 優點：看似基於半古典重力較無爭議的計算所得出的結論。
- 缺點：違反么正性，以及能量守恆或因果律[25][26]。

### 資訊隨黑洞蒸發逐漸釋出
- 優點：直觀上吸引人的，因為它性質上類似於古典燃燒過程中的資訊恢復。
- 缺點：與古典和半古典重力理論（不允許資訊從黑洞內部漏出）有著較大的差異，即便在巨觀黑洞的情形之下[b][25][26]。

### 資訊在黑洞蒸發殆盡時瞬間釋出
- 優點：只在量子引力作用主宰時，才會與古典和半古典重力理論有較明顯的差異。
- 缺點：在資訊釋出前的瞬間，一個極小的黑洞需要有能力儲存任意量的資訊，而這違反了貝肯斯坦上限[25][26]。

### 資訊被儲存在普朗克尺度殘餘
- 優點：不需要任何的資訊釋出機制。
- 缺點：為了容納從任何已蒸發黑洞而來的資訊，此類殘餘需要無限數目的內部態。有人認為，這將有可能產生無限對的該種殘餘的量，因為它們從低能有效理論的角度來看很小，而且具備不可區別性[25][26][27]。

### 資訊被儲存在從本宇宙分離的子宇宙
- 優點：此為愛因斯坦-嘉當理論所預測的情形，該理論將廣義相對論擴展至具有內生角動量[c]的物質，而且沒有違反已知的任何物理定律。
- 缺點：愛因斯坦-嘉當理論難以被測試，因為該理論的預測與廣義相對論所預測的相異處僅存在於極高密度時[26][28]。

### 資訊被儲存在未來與過去之間的關聯
- 優點：半古典重力即已足夠。也就是說，這不需要用到尚未被研究透徹的量子引力細節部分。
- 缺點：違背人們的直觀認知，亦即自然是隨著時間演變的實體[29][30]。

## 外部連結
- Black Hole Information Loss Problem：一個USENET上的物理學常見問題解答頁面。（英文）
- Preskill, John. . An international symposium on Black Holes. 1992: 22. Bibcode:1993bhmw.conf...22P. arXiv:hep-th/9209058 .：有關此悖論的各種解決方案之討論以及它們各自表面上的缺點。（英文）
- 《自然》上有關霍金2004年提出的理論的報導（页面存档备份，存于）（英文）
- Hawking, S. W. (July 2005), Information Loss in Black Holes, arxiv:hep-th/0507171（页面存档备份，存于）：霍金對黑洞么正性悖論的解答。（英文）
- Hawking and unitarity（页面存档备份，存于）：有關資訊悖論的探討以及霍金相關的工作。（英文）
- The Hawking Paradox - BBC Horizon documentary (2005)（页面存档备份，存于）（英文）
- 互联网电影数据库（IMDb）上《"Horizon" The Hawking Paradox》的资料（英文）（英文）
- A Black Hole Mystery Wrapped in a Firewall Paradox（英文）